# Steven Hassan
Steven Hassan est un spécialiste américain de la santé mentale né en 1954.
Il est connu pour ses travaux sur les mécanismes de manipulation psychologique au sein des groupes à dérive sectaire. Ancien membre de l’Église de l’Unification (également connue sous le nom de « secte Moon »), il s’est d’abord impliqué, à la fin des années 1970, dans des activités de déprogrammation, avant de promouvoir une méthode non coercitive d’aide à la désaffiliation, appelée « accompagnement au désengagement » (« exit counseling »).
Il est l’auteur de plusieurs ouvrages consacrés aux phénomènes d’emprise mentale, et régulièrement présenté dans les médias anglophones comme une autorité sur les questions de manipulation et d’endoctrinement. Sa lecture de l’« influence indue » exercée au sein de certains groupes est partagée par divers spécialistes en psychologie ou en psychiatrie, mais fait l’objet de critiques dans le champ de la sociologie des religions, où plusieurs chercheurs contestent l’usage du concept d’emprise mentale pour désigner les nouveaux mouvements religieux.
En 1979, il fonde l’association Ex-Moon Inc., qui regroupe d’anciens adeptes de l’Église de l’Unification. Il crée en 1999 le Centre de ressources pour la liberté de pensée (Freedom of Mind Resource Center), consacré à l’étude et à la prévention des phénomènes de manipulation mentale.

## Biographie

### Enfance et formation
Steven Hassan grandit au sein d’une famille juive dans le Queens, à New York. À dix-neuf ans, alors qu’il étudie la poésie au Queens College, il est recruté par l’Église de l’Unification, un mouvement religieux fondé par Sun Myung Moon, au sein duquel il demeure actif pendant deux ans et demi,,.
Durant cette période, il participe activement au recrutement, à la collecte de fonds et à des campagnes politiques menées par la branche américaine du mouvement. Il occupe des fonctions de direction, notamment en tant que cadre national de la Collegiate Association for the Research of Principles (CARP), l’organisation universitaire affiliée à l’Église de l’Unification. Il décrit alors une vie communautaire marquée par un rythme intense, avec moins de quatre heures de sommeil par nuit. Il affirme avoir cru que Richard Nixon était un archange et rapporte avoir participé, durant le scandale du Watergate, à des campagnes de jeûne et de prière destinées à témoigner de sa fidélité au président.
À cette époque, il abandonne ses études et son emploi, remet ses économies au mouvement et consacre l’ensemble de son temps aux activités de l’organisation. Il déclare par la suite qu’il se sentait prêt à « tuer ou mourir » pour Sun Myung Moon. Son engagement suscite l’incompréhension et l’inquiétude de sa famille.
En 1976, après deux journées sans sommeil, il s’endort au volant de sa voiture, provoquant un grave accident qui nécessite une hospitalisation. Peu après, ses parents sollicitent l’intervention de déprogrammeurs, qui le soustraient à sa sœur et l’emmènent dans un appartement pour entamer un processus intensif de déprogrammation. Au bout de cinq jours d’isolement et d’entretiens, il en vient à considérer qu’il a été victime d’un conditionnement mental. Honteux de sa crédulité et culpabilisé d’avoir recruté d’autres personnes, il décide alors de consacrer sa vie à l’étude des groupes à dérive sectaire et à l’élaboration de stratégies d’aide aux membres souhaitant s’en détacher.
Après sa rupture avec le mouvement, Hassan revient à la foi juive.
En 1985, Steven Hassan obtient une maîtrise en psychologie de l’orientation au Cambridge College. Il étudie également l’hypnose et devient membre de la Société internationale d’hypnose (International Society of Hypnosis). Dans son premier ouvrage, Protégez-vous contre les sectes, il décrit sa propre expérience de recrutement comme le fruit d’un usage abusif de techniques d’influence psychologique puissantes, déployées de manière non éthique par des membres de l’Église de l’Unification.

### Carrière

#### Centre de recherche
En 1999, il fonde le Centre de ressources pour la liberté de pensée (Freedom of Mind Resource Center), un organisme enregistré comme société à but lucratif (domestic profit corporation) dans le Commonwealth du Massachusetts, dont il est le président et le trésorier. La structure a pour mission de sensibiliser aux phénomènes d’emprise mentale et de fournir des ressources aux victimes ainsi qu’à leurs proches,,.
Le site de l’organisme publie des dossiers consacrés à diverses organisations, soit étudiées directement par Hassan, soit signalées par des personnes ayant témoigné de pratiques jugées préoccupantes.

#### Déprogrammation et accompagnement au désengagement
À la fin des années 1970, il participe à plusieurs opérations de déprogrammation, une pratique alors courante dans le milieu antisectaire américain. Dès 1980, il prend cependant ses distances avec cette méthode, qu’il critique pour son caractère coercitif, et promeut en lieu et place une approche qu’il nomme « accompagnement au désengagement » (exit counseling).
Hassan affirme n’avoir jamais eu recours à l’enlèvement, à la privation de nourriture ou de sommeil, ni à des formes d’humiliation ou de violence à l’égard des personnes concernées. Toutefois, une déclaration sous serment rédigée par l’un des participants à une intervention, ainsi que le propre témoignage écrit de Hassan sur cet épisode, indiquent qu’un individu — joueur de football américain — avait été physiquement retenu par d’anciens coéquipiers durant la séance.
Selon les sociologues Anson Shupe et David Bromley, l’évolution de Hassan illustre une forme de « maturation » du mouvement antisectaire aux États-Unis, marquée par une professionnalisation croissante et un abandon progressif des pratiques de type « milice vigilante », qui peuvent comporter des actions agressives envers les groupes perçus comme sectaires, avec des dénonciations, des pressions publiques, etc..
L’accompagnement au désengagement, tel que le conçoit Hassan, demeure une forme d’intervention menée à l’initiative de la famille ou des proches, mais il se distingue des pratiques de déprogrammation par son caractère non coercitif, sa démarche fondée sur le dialogue et la liberté laissée à la personne concernée d’interrompre l’entretien à tout moment.
Dans son ouvrage Protégez-vous contre les sectes (traduction française de Combating Cult Mind Control, 1988), Hassan reconnaît que cette méthode non coercitive ne fonctionne pas dans tous les cas, mais qu’elle demeure, selon lui, l’option privilégiée par la majorité des familles. Il précise que l’intervention forcée ne devrait être envisagée qu’en dernier recours.
Ce modèle n’échappe cependant pas à la critique. Le psychologue Michael Langone, lui aussi favorable à une méthode non coercitive, émet des réserves quant à l’orientation humaniste de la méthode proposée par Hassan. Il la juge fondée sur une hypothèse discutable : l’idée que tout adepte d’un groupe sous emprise souhaiterait, au fond, en sortir. Selon lui, dans un tel cadre, le conseiller risque de croire qu’il aide le sujet à « évoluer », alors qu’il le conduit — sans sollicitation explicite — d’un point A (« je consens à vous parler parce que ma famille l’exige ») à un point B (« je veux quitter le groupe »). Une telle posture soulève, selon Langone, des interrogations d’ordre éthique.
Enfin, bien que ces accompagnements revendiquent un caractère volontaire, Shupe soulignait en 2011 les ambiguïtés persistantes de ce type d’intervention. Il notait notamment que la personne visée n’est pas le véritable client du conseiller (celui-ci étant rémunéré par la famille), et qu’elle n’est souvent pas consciente que l’objectif principal, dès le départ, est de l’amener à renoncer à ses convictions religieuses ou idéologiques.

### Formation et publications
Hassan consacre plusieurs années à élaborer et à promouvoir un modèle d’évaluation des groupes sectaires ou à dérive autoritaire. Dans son ouvrage Freedom of Mind : Helping Loved Ones Leave Controlling People, Cults, and Beliefs (« Retrouver sa liberté mentale : aider ses proches à se libérer de relations d’emprise, de groupes sectaires ou de croyances aliénantes  »), il présente les modèles de Robert Lifton et de Margaret Singer, qu’il articule avec sa propre grille d’analyse fondée sur l’acronyme BITE en anglais (ou CIPÉ en français) : emprise sur le comportement (Behavior), l’information (Information), la pensée (Thought) et les émotions (Emotion).
Sa critique de l’autorité charismatique — qu’il associe à un risque de dérives autoritaires — rejoint les analyses de certains chercheurs en psychologie et en psychiatrie, tels que Robert Lifton ou Anthony Storr. Ceux-ci mettent en garde contre les dangers potentiels que représente un pouvoir exercé par des individus présentant des traits de personnalité pathologiques. Le professeur Eugene Gallagher, spécialiste des religions, reconnaît la légitimité de cette inquiétude, mais critique le flou entourant la détermination des situations où elle serait fondée. Il reproche à Hassan, ainsi qu’à d’autres auteurs, de généraliser à l’ensemble des groupes non conventionnels des soupçons certes justifiés dans certains cas de dérives autoritaires. Selon Gallagher, une telle approche entretient la méfiance envers toute forme de religiosité marginale et occulte la réelle diversité des modes de gouvernance au sein des mouvements émergents.
Le sociologue Anson Shupe et son collègue David Bromley, tous deux critiques à l’égard du mouvement antisectaire, ont exprimé des réserves quant au travail de Hassan. Shupe estime qu’il mène une forme de « croisade morale » entretenue, selon lui, par la perspective d’un gain financier. Toutefois, dans un ouvrage qu’ils ont codirigé — et qui adopte par ailleurs une perspective majoritairement défavorable à ce mouvement —, Bromley et Shupe ont jugé utile d’inclure un texte de Hassan, le considérant comme l’un des contributeurs les plus compétents dans ce domaine.
Hassan a également étendu sa réflexion au domaine politique. En 2019, il publie The Cult of Trump : A Leading Cult Expert Explains How the President Uses Mind Control (« La secte Trump : un expert dévoile les secrets de son emprise »), où il applique sa grille d’analyse aux pratiques du président Donald Trump. Cet ouvrage marque un élargissement notable de son champ d’étude, passant des nouveaux mouvements religieux à la culture politique. L’auteur y compare la rhétorique et les stratégies de Trump à celles de figures telles que Jim Jones, L. Ron Hubbard ou Sun Myung Moon, et exprime l’espoir de contribuer ainsi à réduire la polarisation idéologique. L’emploi jugé excessif du mot « secte » dans ce contexte a d’abord suscité critiques et rejets. Toutefois, l’intérêt pour ses travaux s’est ravivé après l’assaut du Capitole des États-Unis, le 6 janvier 2021.
Hassan obtient ensuite un doctorat à la Fielding Graduate University et soutient en janvier 2021 une thèse intitulée The BITE Model of Authoritarian Control : Undue Influence, Thought Reform, Brainwashing, Mind Control, Trafficking and the Law (« Le modèle CIPÉ de la domination autoritaire : influence indue, réforme de la pensée, lavage de cerveau, emprise mentale, trafic et droit »). Il y présente son modèle comme un outil destiné à mesurer les degrés d’influence abusive ou de manipulation mentale, en évaluant les formes d’emprise exercées sur le comportement, l’information, la pensée et les émotions.
En 2024, il contribue par ailleurs à deux chapitres portant sur l’hypnose et son rôle dans la société, publiés dans le Routledge International Handbook of Clinical Hypnosis (« Manuel international Routledge d’hypnose clinique »).

### Dans les médias
Steven Hassan est fréquemment présenté dans les médias comme un spécialiste des sectes et des phénomènes d’emprise mentale,,. À la suite de l’attentat du marathon de Boston en 2013, des journalistes l’ont sollicité afin qu’il livre son analyse de l’état d’esprit des auteurs de l’attaque, qu’il interprétait en partie à la lumière de techniques de manipulation mentale,.
Le magazine Slate a estimé que sa définition du « comportement sectaire » était particulièrement étendue. Dans un blogue, Hassan a comparé le traitement réservé à Meghan Markle par la famille royale britannique à celui que subissent les membres d’une secte, affirmant qu’« une organisation qui choisit de préserver son image publique au détriment du bien-être de ses membres recourt, de fait, à des principes psychologiques et à des méthodes analogues à celles des sectes autoritaires ». Il a également identifié des mécanismes similaires dans le fonctionnement de l’entreprise de fitness SoulCycle. Un proche de Hassan a reconnu qu’il avait parfois tendance à percevoir de l’« influence indue » dans de nombreux contextes, en raison du prisme forgé par son expérience personnelle au sein de l’Église de l’Unification.